# Rower trialowy

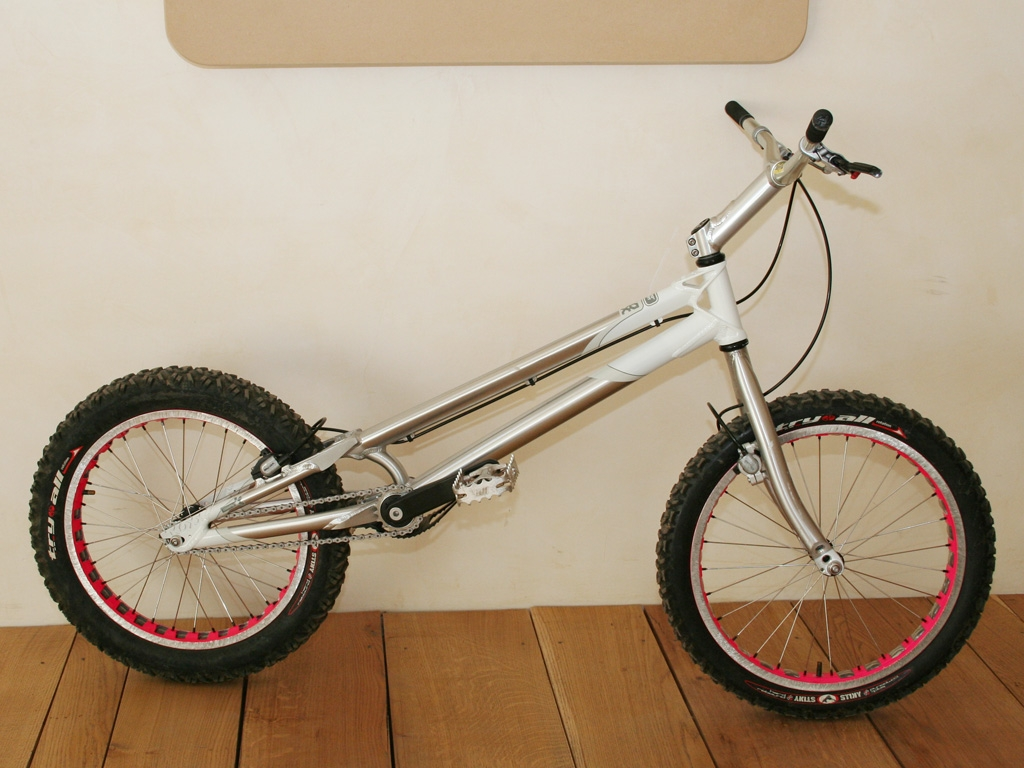
Rower trialowy

Rower trialowy – specjalistyczny rower, wywodzący się częściowo z BMX-a, a częściowo z roweru górskiego, służący do uprawiania trialu, czyli sportu polegającego na pokonywaniu krótkiej trasy usianej bardzo trudnymi przeszkodami.
Rower trialowy zbudowany jest na lekkiej, ale bardzo wytrzymałej ramie o bardzo małych rozmiarach oraz niewielkich kołach o średnicy 20 (tzw. rowery „mod”) i 26 cali (tzw. rowery „stock”).
Rower taki nie posiada na ogół przerzutek, a tylna zębatka jest zwykle mocowana na piaście z wolnobiegiem. W rowerach typu stock czasami jednak montuje się tylną przerzutkę i maksymalnie do pięciu tylnych zębatek.
Szczególnie istotne są w rowerze trialowym hamulce – dominują tu hamulce szczękowe, sterowane hydraulicznie. Rowerzysta na rowerze trialowym zwykle nie ma okazji na siedzenie – cały czas stoi na pedałach, co wymusza bardzo specyficzną konstrukcję. Siodełko nie ma w tym rowerze większego znaczenia, coraz częściej nawet się ich nie montuje.
Za pomocą roweru trialowego uprawia się następujące dyscypliny:
- trial miejski (street) – czyli jazdę po torze, na którym występują „naturalne” miejskie przeszkody w rodzaju schodów, wysokich krawężników, śmietników, ławek itp.
- trial górski (dirt) – czyli jazdę po torze, na którym występują „naturalne” górskie przeszkody w rodzaju dużych kamieni, progów skalnych, korzeni drzew itp.
- trial enduro – czyli jazdę po torze, na którym występują całkowicie sztuczne przeszkody w rodzaju ramp, beczek, skrzyń itp.